# بومزراق المقراني
بومزراق المقراني ولد بمجانة سنة 1836 وتوفي في يوليو 1906 هو شقيق الباشاغا محمد المقراني، وأحد أبرز قادة مقاومة المقراني والحداد، التي وقعت سنة 1871. واصل الثورة ضد الفرنسيين بعد مقتل أخيه في 5 مايو 1871.

## ثورة 1871
كان المقرانيون منذ بداية الاحتلال رافضين لأشكال الهيمنة الفرنسية وسعوا طوال مدة الاحتلال الى كبح جماح الحركة الاستعمارية ولو كانوا ظاهريا في احيان ما مستسلمين للوضع المفروض بالحديد والنار. مع توسع نفوذ الاحتلال وتقلص نفوذ المقرانيين تأزم الوضع الاجتماعي والاقتصادي للأهالي الجزائريين وكان الشعب غاضبًا. فبين عامي 1867 و1868، حصدت مجاعة رهيبة مئات الآلاف من الضحايا. كل هذا اضافة إلى اسباب اخرى عديدة أدت إلى اتخاذ أولاد مقران أو المقرانيين بالاستعانة بوجهاء آخرين إلى القرار بالثورة على الإدارة الاستعمارية وإعلان الحرب.
وبينما كان البروسيون يحاصرون باريس ويقصفونها، حاولت السلطات تأخير اندلاع الأعمال العدائية التي بدت حتمية. وفي 14 مارس عندما استسلم الفرنسيون للألمان، كتب محمد المقراني إلى السلطات العسكرية ببرج بوعريريج في 14 مارس 1871: ”أنا أستعد لقتالكم، فليحمل الجميع بنادقهم“. كانت هذه إشارة بدء الانتفاضة التي سيذكرها التاريخ.

## قيادة ثورة 1871
بعد استشهاد أخيه محمد المقراني في 5 مايو 1871 واصل بومزراق القتال ورفض العروض الفرنسية للاستسلام وخاض عدة معارك بإقليم مجانة، سور الغزلان، بني منصور، البابور، واد الساحل وغيرها، حيث كان يحرض القبائل على الثورة ويحثهم على محاصرة الفرنسيين في المدن والمستعمرات.

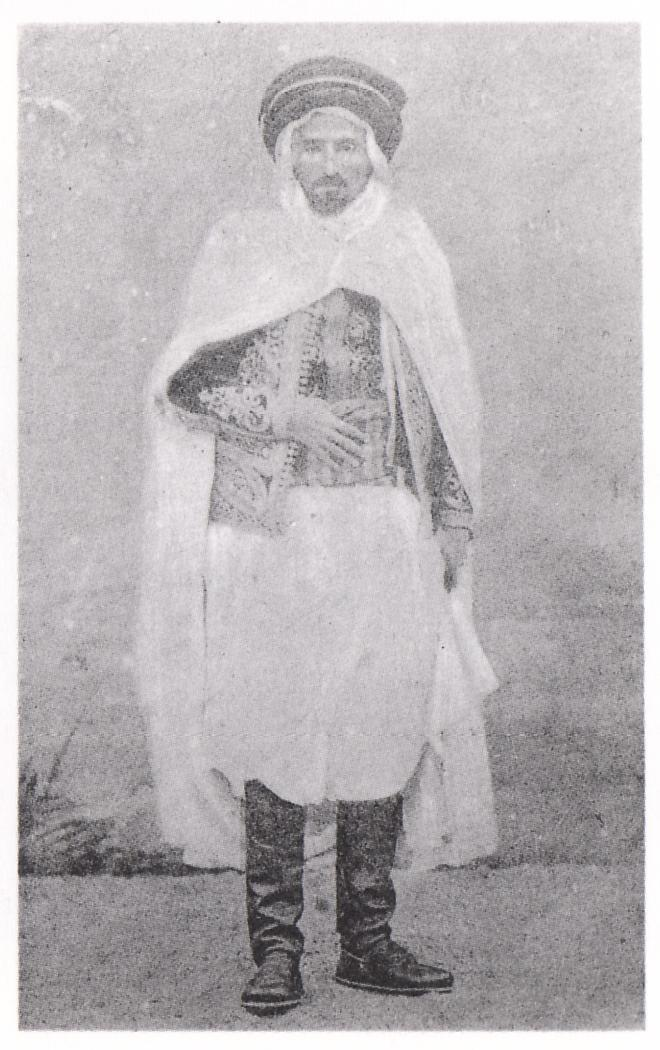
بو مزراق المقراني، حوالي 1874. من الأيقونات التاريخية للجزائر منذ القرن السابع عشر حتى 1871، غابرييل إيسكير في كتابه ”أيقونات الجزائر التاريخية منذ القرن السابع عشر حتى 1871“، الجزائر 1930، لوحة CCCXLIX، منظر 933.

## اعتقاله ونفيه

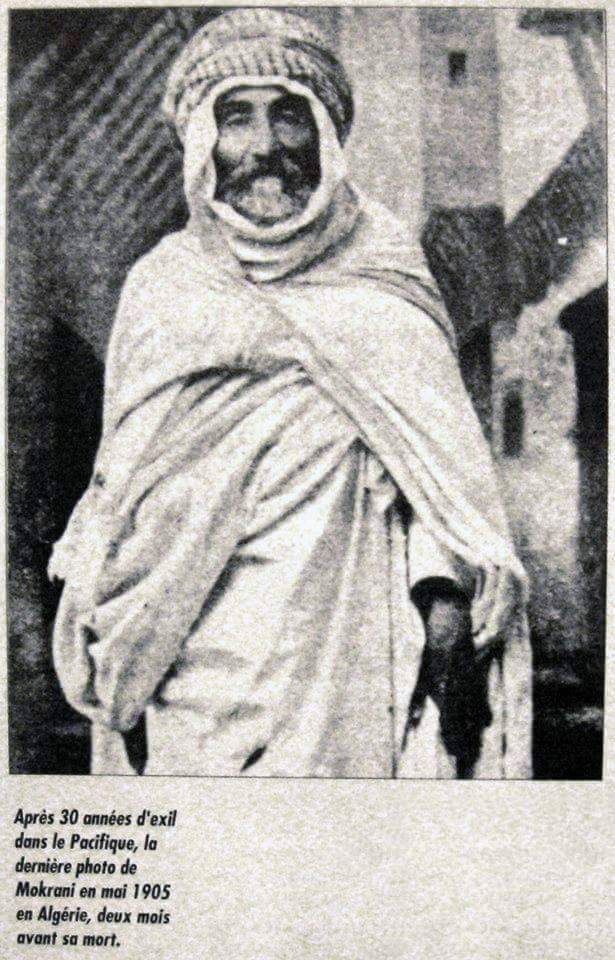
بومزراق المقراني سنة 1905 بعد عودته إلى الجزائر من منفاه في كاليدونيا الجديدة

بعد قمع الثورة، قُبض على بومزراق خلال معركة عين الطيبة في جنوب شرق الجزائر حيث كان يبلغ آنذاك 35 عاما، وجهت له عدة تهم من ضمنها:
المشاركة في اعتداءات و هجومات في مقاطعتي قسنطينة والجزائر سنة 1871م: «إما للتحريض على الحرب المدنية بالسلاح، أو جلب المواطنين، و السكان للحرب ضد بعضهم البعض، أو بالتخريب والحرق، والتعذيب، في عدد من البلديات و قيامه "بغزو الأراضي و الأملاك العامة والخاصة والساحات، والمدن و الموانئ، و المحلات الحربية، و عمارات السكن للدولة، و بمهاجمة ومقاومة القوة العامة.، و تصرف ضد آخرين بهذه الجرائم و كان على رأس جماعة من المخربين المسلحين لممارسة عمل و مسئولية و إثارة و دفع الناس إلى الحركة، و تحول إلى مجرم باقترافه هذا الجرم أو دفعه إلى ارتكابه».
لم يثق بومزراق في العدالة الفرنسية، التي وصفها و هو لا يزال حرا طليقا بالعدالة الحمراء، التي تخضع لسلطة و نفوذ اليهود 
أصدرت محكمة استئناف قسنطينة حكمًا عليه بالإعدام في 27 مارس 1873، وقد علق بومزراق على الحكم بقوله أنه يتحمل المسؤولية كونه زعيم العائلة. وأن الله يغفر لعباده، لكنه لا يقبل أبدا اتهامهم بالقتل و النهب و الحرق، فلو كانوا من معه قتلة وقطاع طرق فعلا، لما قام أخوه قائد المقاومة محمد المقراني بالقصاص من أشخاص اعتدوا على ورشة معمر يدعى السيد سيدر.
مثل هذا الحكم خبرا قاسيا على عائلات المقاومين الذين نزحوا إلى تونس. عقب معركة عين الطيبة بأقصى الصحراء الشرقية يوم 17 يناير 1872 التي اعتقل خلالها بومزراق. خفف الحكم بالنفي إلى نوميا عاصمة كاليدونيا الجديدة.

## في كاليدونيا الجديدة
بعد 140 يومًا في البحر، تم إنزال بو مزراق مقراني، رقم التسجيل 2922، من السفينة ”كالفادوس“. كان التاريخ 18 يناير 1875. عند الوصول، تم فرز السجناء. على اليسار، في اتجاه جزيرة نو وضع المحكوم عليهم بالقانون العام. وعلى اليمين، نحو جزيرة الصنوبر وضع ”المرحّلون“، أي المدانون السياسيون. هناك، على أرض السهول الموصوفة في ”الجريدة الرسمية للجمهورية الفرنسية“ الصادرة في 3 سبتمبر 1872 بأنها ”خصبة“ وذات نباتات ”مترفة“، قضى بو مزراق مقراني ثلاثين عامًا في المنفى القسري.
بفضل قانون 30 مايو 1854، أنشأت الإمبراطورية الثانية مستعمرات جزائية في غويانا الفرنسية وكاليدونيا الجديدة. كان لهذه الأراضي البعيدة ميزة ثلاثية تتمثل في إزالة السكان الذين اعتُبروا خطرين، والحد من إمكانية الهروب، ومن خلال العمل القسري، توفير قوة عاملة غير مكلفة لتطوير الأراضي المستعمرة. تشرح ليندا أميري، المحاضرة في التاريخ المعاصر في جامعة غيانا: "كان يجب أن تكون المستعمرة الجزائية مربحة. ففي كاليدونيا الجديدة، حيث كانت الظروف المعيشية أقل صعوبة مما كانت عليه في كايان، أرسلوا السجناء السياسيين، الذين كان الكثير منهم ينتمون إلى النخبة".
على عكس المحكوم عليهم بموجب القانون العادي، لم يتم حبس المبعدين السياسيين مثل بو مزراق في السجن ولم يتعرضوا لسوء المعاملة من قبل الحراس. لا يتم تكبيلهم بالأغلال، ولا يكسرون الحجارة، ولا يشقون الطرقات أو الجسور. ويسمح لهم بارتداء ملابسهم مثل البرنوس (معطف صوفي كبير مع قلنسوة)، ويسمح لهم بالصلاة وتربية الماعز وصناعة الجبن. وفي بعض الأحيان، ولأنهم فرسان جيدون جداً، يتم توظيفهم لرعي الماشية. حتى أن بو مزراق افتتح ناديا يجتمع فيه الجزائريون حول ”الأسير العظيم“ الذي كانوا يجلونه. وقد تم إيواؤهم في أكواخ، وكانوا محتجزين ولكنهم كانوا أحرارًا في التنقل.
تم جمع شمل المحكوم عليهم الجزائريين مع الشيوعيين الذين هزموا في نفس السنة (1871) ونفوا أيضًا إلى كاليدونيا الجديدة. نزلت لويز ميشيل، التي أُدينت بالمشاركة في انتفاضة باريس، في شبه جزيرة دوكوس في 8 ديسمبر 1873، وتصف لقاءها مع "العرب" في مذكراتها (”لا كومونة“، أعادت نشرها وتوسيعها دار نشر ”لا ديكوفيرت“، 2015):

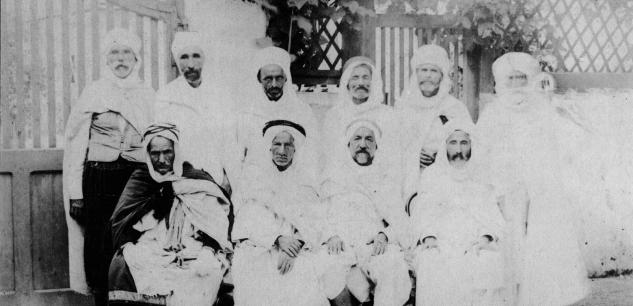
بومزراق المقراني (الأول جالسا على اليمين) في كاليدونيا سنة 1880 برفقة أعيان جزائريين منفيين.

«في صباح أحد الأيام، في الأيام الأولى من الترحيل، رأينا العرب يصلون في برنوسهم الأبيض الكبير، بعد أن تم ترحيلهم لأنهم انتفضوا هم أيضًا ضد القمع. كان هؤلاء الشرقيون، المسجونون بعيدًا عن خيامهم وقطعانهم، بسطاء وطيبين وعادلون جدًا».

## بومزراق وثورة الكاناك 1878
سنة 1878 ونتيجة للمد الاستعماري المتنامي والضغط الذي كان يعانيه الشعب الأصلي لجزيرة كاليدونيا الجديدة قام الكاناك بالثورة على الفرنسيين وشنوا هجمات عديدة على القرى والمستوطنات الأوروبية. نتيجة لذلك قامت القرى او المحتشدات العربية المكونة اساسا من المبعدين الجزائريين بتكوين مفارز لحماية أنفسهم ضد أي هجمات وحفظ الامن في قراهم. كان بومزراق وباعتباره الرجل الأبرز في المجتمع الجزائري في كاليدونيا من الذين قادوا فرقا من الجزائريين للدفاع عن النفس. 
يعتبر بعض المؤرخين واعداء بومزراق تلك الخطوة دليلا على خدمة بومزراق للمصالح الاستعمارية في الجزيرة غير أن الحقيقة لا تعدو كون الجزائريين آنذاك ومن بينهم بومزراق كانوا مضطرين لاتخاذ تدابير دفاعية لحماية أنفسهم وممتلكاتهم خاصة وأن المتمردين الكاناك لم يكونوا يفرقون في أعمالهم العدائية بين الرجل الأبيض "الليبر" او الحر والرجل الابيض "الإكسيلي" او المبعد (المنفي). وقد سجل ايضا ان الكاناك هاجموا في عدة مرات السجون والمراكز التي كانت تحوي المبعدين من الجزائريين وغيرهم كونها اقيمت على اراضيهم القبلية. كما أن السلطات الاستعمارية لم تسمح لبومزراق بالعودة إلى الجزائر رغم رفعه السلاح ضد المتمردين الكاناك وهو دليل على أنها لم تكن تثق به وتتخوف من تحركاته.

## العودة إلى الجزائر
لم يُسمح لبومزراق بمغادرة كاليدونيا الجديدة تحت أي ظرف ولم يعد إلى الجزائر إلا في شهر يوليو 1905 بعد حصوله على إذن بذلك، بعد توسط ابنه الونوغي بومزراق مفتي الشلف آنذاك.
توفي بومزراق بمدينة بالأصنام (الشلف حاليًا). وأُعيد جثمانه إلى الجزائر العاصمة حيث دُفن بمقبرة سيدي امحمد الحامة بعد عام واحد (في يوليو 1905).

## أنظر أيضا
- الجزائر (المستعمرة الفرنسية)
- ثورة التحرير الجزائرية
- مقاومة الشيخ المقراني
- الثورات الشعبية في الجزائر
- الونوغي بومزراق المقراني
- الحرب الفرنسية البروسية